# Samuel Dick
Samuel Dick (* 14. November 1740 im Prince George’s County, Province of Maryland; † 16. November 1812 in Salem, New Jersey) war ein US-amerikanischer Politiker. In den Jahren 1784 und 1785 war er Delegierter für New Jersey im Kontinentalkongress.

## Werdegang
Samuel Dick erhielt eine klassische Ausbildung. Nach einem Medizinstudium in Schottland und seiner Zulassung als Arzt begann er ab 1770 in Salem Jersey in diesem Beruf zu arbeiten. In den 1770er Jahren schloss er sich der Revolutionsbewegung an. Er war Mitglied der Staatsmiliz. 1776 gehörte er dem New Jersey Provincial Congress an. Während des Unabhängigkeitskrieges  war er zeitweise im medizinischen Dienst der Kontinentalarmee. Im Jahr 1777 wurde er in die New Jersey General Assembly gewählt. Ein Jahr später wurde er Leiter der Zollbehörde im westlichen Teil von New Jersey.
In den Jahren 1784 und 1785 vertrat Samuel Dick seinen Staat im Kontinentalkongress und 1787 war er Delegierter auf der Versammlung, die die Verfassung der Vereinigten Staaten für New Jersey ratifizierte. Zwischen 1785 und 1804 war er Bezirksrat (Surrogate) im Salem County. Er starb am 16. November 1812 in Salem.